# Pyrisitia portoricensis
Pyrisitia portoricensis är en fjärilsart som först beskrevs av Herman Dewitz 1877.  Pyrisitia portoricensis ingår i släktet Pyrisitia och familjen vitfjärilar. Inga underarter finns listade.

## Bildgalleri

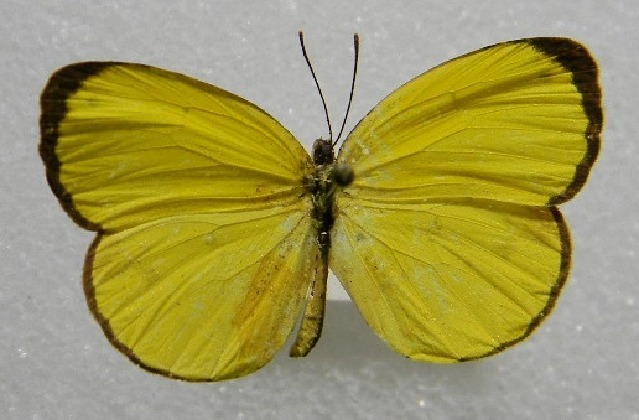
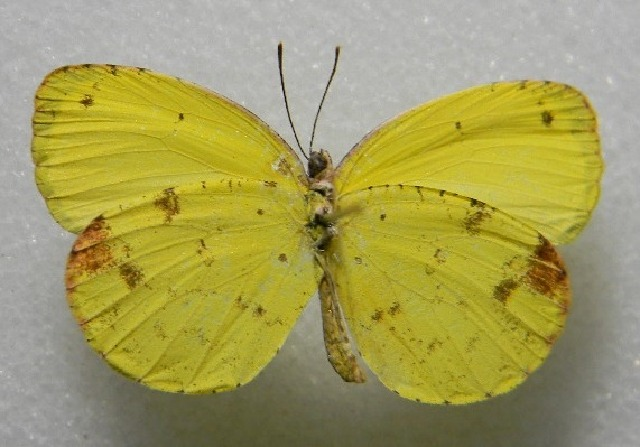